# Gabrielle Aplin
Gabrielle Aplin (Bath, 10 oktober 1992) is een singer-songwriter uit Bath, Somerset, Engeland. Ze heeft drie ep's (Acoustic, 2010; Never Fade, 2011; Home, 2012) en een single (The Power Of Love, 2012) uitgebracht.
Haar debuutalbum English Rain kwam uit op 29 april 2013 en de bijbehorende single Please Don't Say You Love Me op 10 februari 2013. Voor haar debuutalbum English Rain nam ze nog een vijfde single op Salvation in 2012-2013 en werd op 12 januari 2014 uitgegeven. Datzelfde nummer wordt ook gebruikt in de film Le Petit Prince (2015).
Aplin dankt haar bekendheid aan een filmpje dat ze op YouTube plaatste op jonge leeftijd en recenter aan haar cover van The Power of Love van Frankie Goes to Hollywood, die werd gebruikt in de kerstreclame van het Britse warenhuis John Lewis en op nummer 1 in de Britse hitparade stond.

## Hitnotaties

### Singles
| Single met hitnotering(en) in de Vlaamse Ultratop 50 | Datum van verschijnen | Datum van binnenkomst | Hoogste positie | Aantal weken | Opmerkingen                 |
| ---------------------------------------------------- | --------------------- | --------------------- | --------------- | ------------ | --------------------------- |
| The power of love                                    | 2012                  | 22-12-2012            | 44              | 2            |                             |
| Please don't you say you love me                     | 2013                  | 23-03-2013            | 48              | 3            | Nr. 28 in de Radio 2 Top 30 |
| Panic cord                                           | 2013                  | 08-06-2013            | tip63*          |              |                             |

- Bibliothèque nationale de France: cb166966120 (data)
- Gemeinsame Normdatei: 1036993191
- International Standard Name Identifier: 0000 0003 7239 7281
- Library of Congress Control Number: nb2013025858
- MusicBrainz: 4abebe04-1e85-427b-9950-563945850f2e
- Nationale Bibliotheek van Tsjechië: xx0172432
- Nederlandse Thesaurus van Auteursnamen: 363416943
- Virtual International Authority File: 304588453
- WorldCat: E39PBJcGpG9BRP4F79YgxVCxXd